# Egodystoniczność i egosyntoniczność
Egodystoniczność – termin stosowany w psychologii i psychiatrii celem określenia stosunku danej osoby do określonych aspektów jej samej. Za aspekty egodystoniczne (inaczej, „dystoniczne z ego” lub „niezgodne z ego”) uznaje się te, które są przez daną osobę subiektywnie postrzegane jako nieakceptowalne lub niepożądane. Stąd też osoba, której to dotyczy, często wykazuje motywację do tego, aby zmienić dane aspekty siebie.
Przeciwieństwem egodystoniczności jest egosyntoniczność. Za aspekty egosyntoniczne uznaje się te, które są przez daną osobę subiektywnie postrzegane jako akceptowane lub pożądane. W konsekwencji tego, z punktu widzenia danej osoby, zwykle nie wymagają one zmiany.

## Przykłady
Spektrum aspektów, które można określać mianem egosyntonicznych lub egodystonicznych, jest bardzo szerokie. Badając pacjenta można pozyskać informacje na temat zakresu jego syntoniczności lub dystoniczności m.in. w stosunku do jego własnych zachowań, uczuć, myśli, elementów jego tożsamości, w tym tożsamości płciowej, orientacji seksualnej, jego własnych zdolności, umiejętności, sprawności, wyglądu itp. Niemniej jednak, z medycznego punktu widzenia największe znaczenie mają kwestie egosyntoniczości lub egodystoniczności objawów psychopatologicznych. Do niektórych problematycznych sytuacji, w których egosyntoniczność określonego objawu (lub zespołu objawów) ma znaczenie medyczne, należą: 
- występujące u pacjentek (rzadziej pacjentów) z zaburzeniami jedzenia typu anorektycznego egosyntoniczne przekonania o konieczności odchudzania się,
- występujące u pacjentów uzależnionych od substancji psychoaktywnych (np. alkoholu) błędne egosyntoniczne przekonania o braku szkodliwości stosowanych substancji,
- szczególnie niebezpieczne, występujące u pacjentów z zaburzeniami depresyjnymi, egosyntoniczne myśli samobójcze, w przypadku których samobójstwo może być błędnie postrzegane jako rozwiązanie dla sytuacji ocenianej z nadmiernym, uwarunkowanym chorobowo pesymizmem,
- występujące u pacjentów z zaburzeniami psychotycznymi urojenia prześladowcze mogą niekiedy być przyczyną egosyntonicznych zachowań agresywnych, które są przez nich samych odbierane jako adekwatne próby „bronienia się” przed innymi zagrażającymi w ich poczuciu osobami,
- tendencje perwersyjne mogą mieć charakter egosyntoniczny (jak również mogą mieć charakter egodystoniczny),

Mogą też mieć miejsce odwrotne sytuacje, gdy egodystoniczność wobec pewnych aspektów własnej osoby jest dla człowieka źródłem cierpienia:
- kompulsje i obsesje z definicji są objawami egodystonicznymi,
- egodystoniczność w stosunku do własnego wyglądu, zakresu umiejętności, statusu społecznego lub materialnego (zarówno w przypadkach, gdy cechy te są oceniane adekwatnie, jak i nieadekwatnie);
- egodystoniczna orientacja seksualna;
- egodystoniczna tożsamość płciowa;

Stosunek zarówno osób zdrowych, jak i pacjentów, do różnych aspektów nich samych, może ulegać zmianom, w konsekwencji czego egosyntoniczność podlega wahaniom i może przechodzić w egodystoniczność i odwrotnie. Nierzadko jednym z celów psychoterapii bywa modyfikacja egosyntoniczności lub egodystoniczności dotyczących pewnych aspektów pacjenta.